# Присойе (Вишеград)
Присойе (серб. Присоје / Prisoje) — село в общине Вишеград Республики Сербской Боснии и Герцеговины. Население составляет 17 человек по переписи 2013 года.